# Acanthinula azorica
Acanthinula azorica is een slakkensoort uit de familie van de Valloniidae. De wetenschappelijke naam van de soort is voor het eerst geldig gepubliceerd in 1926 door Pilsbry.